# France catholique
 (février 2017).
Si vous disposez d'ouvrages ou d'articles de référence ou si vous connaissez des sites web de qualité traitant du thème abordé ici, merci de compléter l'article en donnant les références utiles à sa vérifiabilité et en les liant à la section « Notes et références ».
France catholique est un hebdomadaire catholique français créé en 1924. Il appartient depuis 2018 au Groupe Bolloré.

## Historique
À l’origine, l’hebdomadaire est l’organe de la Fédération nationale catholique (FNC), mouvement civique des hommes catholiques français et groupe de pression fondé par le général Édouard de Castelnau en 1924 contre ce qu’il percevait comme la reprise, par le cartel des gauches, de la politique anticléricale des années 1904-1905. Le périodique est fondé, selon Mediapart, « par l’aile d’extrême droite du catholicisme français » de l’époque. La FNC défendait les droits des catholiques et de l'Église sur le terrain politique et civique face à ses adversaires déclarés ou fantasmés (partis de gauche, franc-maçonnerie) et préconisait un ordre social chrétien. Le périodique se nommait au départ La France catholique.
La FNC change de nom et devient successivement la FNAC (Fédération nationale d'action catholique) en 1945, l'Action catholique générale des Hommes en 1955 et V.E.A. (Vivre ensemble l'Évangile aujourd'hui) en 1976. 
En 1945, le successeur de Castelnau, désigné par les évêques de France à la tête de la FNC, est Jean Le Cour Grandmaison, officier de marine, ancien député de 1919 à 1942. Ce dernier confie la rédaction en chef de l’hebdomadaire à Jean de Fabrègues qui en assure la direction de 1955 à 1970. France catholique est considéré comme un journal conservateur. 
En 1972, la revue Ecclesia fusionne avec France catholique. Ecclesia apparaît au titre jusqu’en 1985, une collection « France catholique Ecclesia » publie des ouvrages.
De 1998 à 2018, le périodique est dirigé et possédé par Frédéric Aimard, ancien militant royaliste. Il possède aussi et anime une petite agence de presse lancée en 1959-1960 par le Centre d’études politiques et civiques : l’ACIP (agence de communication interrégionale de presse).
En 2018, le milliardaire et homme d’affaires Vincent Bolloré rachète le journal à Frédéric Aimard. Il place à sa tête Aymeric Pourbaix, ancien directeur du journal Famille chrétienne dans le but de rajeunir la ligne éditoriale. Ce rachat entraîne la critique de certains journalistes : Sonia Devillers, de France Inter, souligne les convictions religieuses de Bolloré,, Antoine Perraud rappelle son ancrage politique dans une lignée maurrassienne.
Le journal compte dans ses chroniqueurs l’essayiste royaliste et catholique Gérard Leclerc.

### Rédaction et direction
- Louis-Henri Parias succède à Fabrègues comme rédacteur en chef en avril 1970
- Luc Baresta, rédacteur en chef
- Jacques Boudet, directeur de France catholique - Ecclesia, le 4 octobre 1974
- Robert Masson, rédacteur en chef
- Anne Chabadel, directrice de la Socéval, société éditrice de France Catholique, et directrice du journal
- Guillaume Tabard, rédacteur en chef
- Luc de Goustine, rédacteur en chef
- Samuel Pruvot, rédacteur en chef
- Paul Guinard, p-dg de la société de presse France catholique, et directeur de la publication
- Patrick Nodé-Langlois, p-dg de la société de presse France catholique
- Hervé-Marie Catta, président de la société de presse France catholique
- Frédéric Aimard, rédacteur en chef, directeur de la société de presse France catholique, de 1998 à 2018
- Aymeric Pourbaix, rédacteur en chef depuis 2018